# Rory Kinnear
Rory Kinnear (født 17. februar 1978 i London) er en britisk skuespiller og dramatiker.

## Udvalgt filmografi

### Film
- Quantum of Solace (2008) – Bill Tanner
- Skyfall (2012) – Bill Tanner
- The Imitation Game (2014) – Detective Nock
- Spectre (2015) – Bill Tanner

### Tv-serier
- Penny Dreadful (2014–16; 22 afsnit) – Monsteret